# 一ツ山里紗
一ツ山里紗（ひとつやま りさ、1994年7月30日 - ）は、日本の女性モデル。ミスコンの日本代表としても知られる。

## 経歴・人物
1994年7月30日、静岡県富士市に生まれる。
2010年4月1日、日本大学三島高等学校入学。1年生在学中の9月25日、静岡県高校新人陸上競技大会の高校生女子100メートルハードルで、追い風参考記録ながら15.93をマーク。
鎌倉女子大学卒業。大学卒業後、モデル活動を開始。
2016年7月10日、一般財団法人南洋交流協会が主催、パラオ共和国が後援する「日本・パラオ国際親善大使プリンセス選考会」で「イメージガール」に選ばれる。「プリンセス」2名はパラオで式典に参加、「イメージガール」7名は日本国内で撮影会モデルなどを務め、パラオのPRを行う。
2016年11月30日、ラ・セーヌブランシュ（千葉市中央区新町）で開催された「2017ミス・ユニバース・ジャパン千葉県大会決勝」で第6位入賞。ちなみに、このとき優勝の阿部桃子はミス・ユニバース・ジャパン2017として世界大会（ミス・ユニバース2017）に出場、ナショナルコスチューム部門で最優秀賞を受賞。また、越川友貴は審査員特別賞（八千代市長賞）受賞。
2016年12月2日、アガイ商事創業25周年パーティーに際して行われた高井哲朗の撮影セミナーのモデル。
2017年3月、ミス・スプラナショナル・ジャパン2017のファイナリストとして越川友貴と再会。越川は2017年5月、ミス・スプラナショナル日本代表に選出されている。
2017年12月5日、東京ベイ幕張ホール（千葉市美浜区ひび野）で行われた「2018ミス・ユニバース・ジャパン千葉県大会」ファイナルで優勝。2018年3月19日にホテル椿山荘東京（東京都文京区関口）で行われた全国大会に出場。
2018年2月24日、この日の放送をもって約2年間務めた『ふじのくに広聴広報課！！』のナビゲーターを降板する（番組の終了により）。
2018年7月30日、ホテルグリーンタワー幕張（千葉市美浜区ひび野）で開催されたMiss Intercontinental Japan 2018のファイナリスト。
2018年8月頃、ADIVA株式会社の赤坂ショールーム（東京都港区赤坂）に勤務。「アディバレディ」として顧客対応に従事。普通自動二輪車免許取得に向けて教習中であると報じられた。
2019年7月6日、医療法人歯健長壽会第19回全体会の共同司会。共同司会の岡嶋彩は、ミス・ユニバース・ジャパン2018埼玉代表である。
2021年12月、「ミッドナイトボートレースin大村」のキャンペーンガール。この頃、aidea株式会社営業部に勤務。
その他、Miss Tourism Queen Of The Year 2018に日本代表として出場。Miss Supermodel Worldwide 2018に日本代表として出場し、Miss Talent賞およびMiss Iconic賞を受賞。
趣味は散歩、料理、スノボ、スケート。特技は陸上競技（ハードル）、フラフープ。また、教育職員免許法の定める幼稚園教諭の免許状および児童福祉法の定める保育士となる資格を有する。

## 出版
- Scawaii！ 2014年9月号 15(9)（主婦の友社、2014年8月7日）
- Scawaii！ 2014年12月号 15(14) （主婦の友社、2014年11月7日）
- ELLE girl 2016年11月号（ハースト婦人画報社、2016年9月23日発売）
- ａｒ 2019年10月号 25(10)（主婦と生活社、2019年9月12日）
- TRUTH Journal vol.04（千葉県鎌ケ谷市道野辺本町：株式会社トゥルース、2018年）[21]